# Sahel (Mali)
Sahel es una comuna o municipio del círculo de Kayes de la región de Kayes, en Mali. En abril de 2009 tenía una población censada de 12 227 habitantes.
Se encuentra ubicada al oeste del país y al noroeste de la región de Kayes, en la zona climática del Sahel, y cerca de la frontera con Senegal y Mauritania.